# Орден Кристиана VII
Орден Кристиана VII или орден Tessera Concordiæ  («Знак Единства») — упразднённая королевская награда Дании. Был учреждён 21 октября 1774 года, для замены ордена Матильды. Орден был учреждён в честь свадьбы принца Фредерика, и должен был символизировать единство королевской семьи, после бурных событий, связанных с разводом короля и высылкой из страны королевы Матильды, и казни её фаворита Струэнзе.

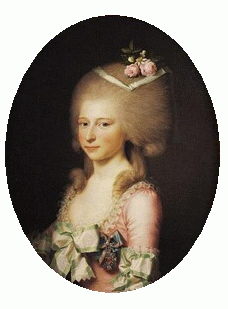
Принцесса Луиза Августа Датская с орденом Tessera Concordia.

Знак ордена представлял собой два наложенных друг на друга, усыпанных драгоценными камнями креста, прямой и диагональный, на которые был, в свою очередь, наложен медальон с вензелем короля — латинской буквой «C» и арабской цифрой «7». Сверху всё это было увенчано короной. Лента ордена была голубой, как у ордена Слона, с полосой по краю, красной, как у ордена Данеброг.
В день основания орден был вручен во время свадебного приема небольшому числу лиц. Орден вышел из употребления после смерти вдовствующей королевы Юлианы Марии, которая также была в числе его кавалеров, в 1798 году.